# 王明洋
王明洋（1966年1月—），男，汉族，湖北仙桃人，中国人民解放军少将，中国人民解放军陆军工程大学教授、博士生导师，中国工程院院士。